# Slovenské povstání (1848–1849)

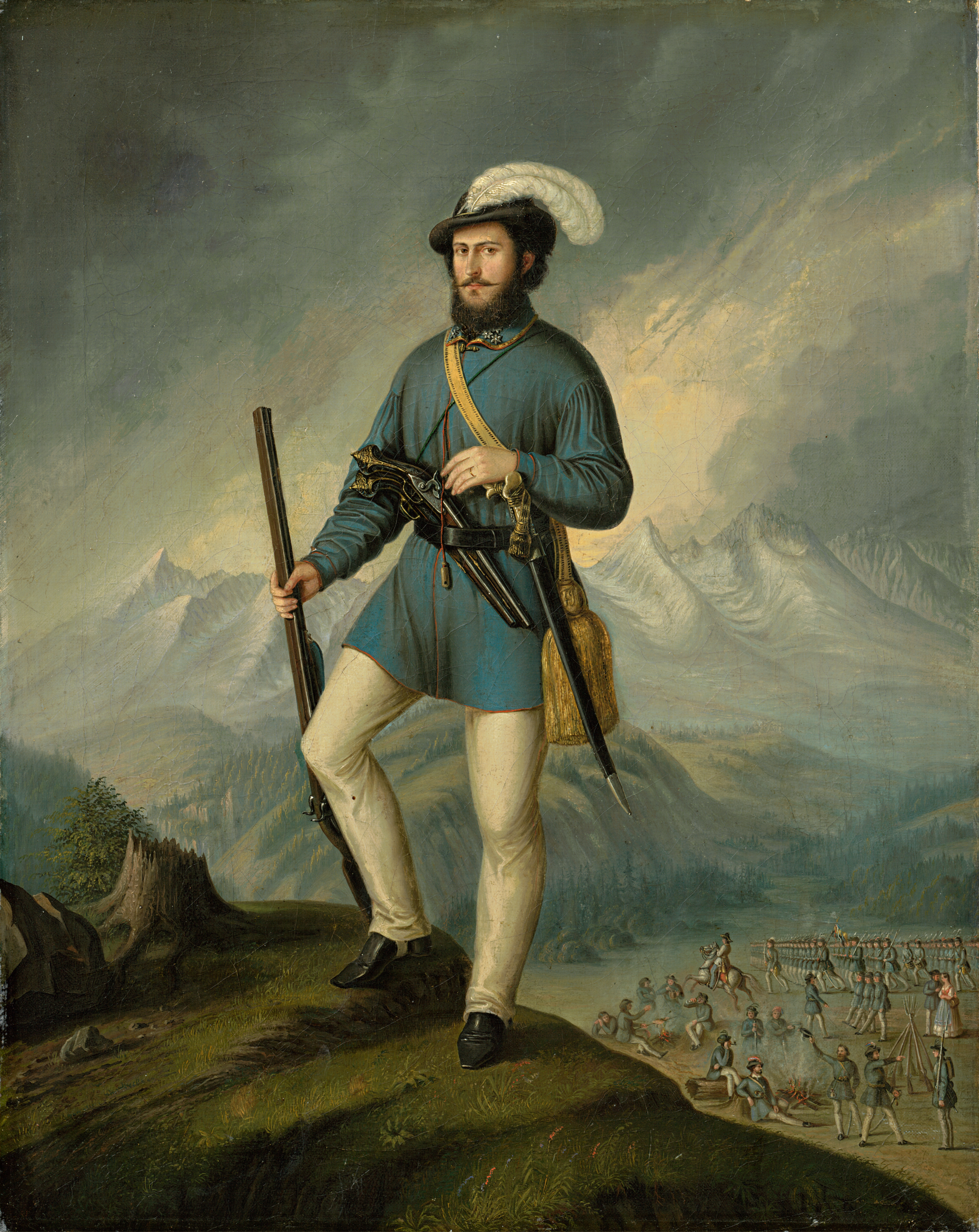
Kapitán Ján Francisci se slovenskými dobrovolníky, v pozadí Vysoké Tatry (olejomalba z let 1849/1850 od P. M. Bohúňa

Slovenské povstání nebo slovenské dobrovolnické výpravy bylo ozbrojené vystoupení dobrovolných skupin organizovaných Slovenskou národní radou se sídlem ve Vídni na území Slovenska v období září 1848 – březen 1849 v rámci revoluce 1848–1849.

## Vznik Slovenské národní rady a příprava ozbrojeného vystoupení
Začátkem září 1848 se Ľudovít Štúr vrátil ze Záhřebu do Vídně a začal připravovat ozbrojené povstání na Horní zemi ve snaze napomoci Jelačičovu postupu, mezitím zastavenému uherskou armádou.
16. září 1848 se ve Vídni na shromáždění asi 200 Slovanů pod vedením Ľudovíta Štúra, Jozefa Miloslava Hurbana a Michala Miloslava Hodži formálně utvořil nejvyšší národní revoluční a vojenský orgán slovenského národního hnutí - Slovenská národní rada (SNR). Tvořili ji krom jmenovaných ještě Bohuslav Nosák, Jaroslav Bórik, Bedřich Bloudek, František Zach a Bernard Janeček. První Slovenská národní rada byl vrcholný vnitrostátní orgán, který organizoval povstání i výkonnou moc na území Slovenska, obsazeném spojenými slovensko-rakouskými jednotkami v boji proti Maďarům. Byla prvním slovenským národním reprezentačním politickým orgánem vůbec.
Centrem organizačních příprav na ozbrojené vystoupení Slováků se stala Vídeň, kde se během srpna 1848 formoval slovenský dobrovolnický sbor. Nábor ve Vídni organizovali zejména moravští radikální demokraté Bernard Janeček a Bedřich Bloudek.
Vedle verbování ve Vídni získali organizátoři výpravy část dobrovolníků osobními kontakty, zejména z kruhů českého a moravského studentstva, převážně z řad bývalých účastníků bojů na pražských barikádách. Tvořili nejhodnotnější a nejspolehlivější složku zářijového sboru a z jejich řad vyšla i většina těch, kteří suplovali místa důstojníků a poddůstojníků slovenského zářijového povstání. Jádro vojenských sil výpravy tvořili také dobrovolníci naverbovaní a získání agitací v Čechách a v jižních slovanských územích (Srbové, Chorvati) a dobrovolníci z řad slovenského obyvatelstva, hlavně studenti a národovci, kteří přišli z Podjavorinského kraje kraje za Hurbanem. Mezi účastníky výpravy byli i Poláci a relativně velký počet vídeňských Němců. Srbové a Chorvati kromě vojenské pomoci poskytli i dodatečnou finanční pomoc. Z území Slovenska převládali tzv. "kopaničiari", kterých se výdobytky březnových agrárních reforem dotkly nejméně, a malí rolníci. Ti tvořili masovou základnu povstání. Rostoucí příliv dobrovolníků z řad rolnictva, které nemělo vojenskou přípravu, přinášel však s sebou řadu problémů, které ovlivňovaly nejen materiálně technickou základnu povstání, strukturu a organizaci dobrovolnického sboru, ale i taktiku boje.
Nábor byl dokončen v polovině září. Do 17. září bylo naverbováno asi 500 dobrovolníků. Vídeňská vláda podporovala akci neoficiálně - poskytla železniční transport s polovičním cestovným, část zbraní a střeliva a asistenci moravských úřadů. Aby se vyhnula překážkám ze strany revolučně naladěných Vídeňáků, výpravu vydávala za sbor dělníků odcházejících na zemní práce do Bzence. Dobrovolníci cestovali neozbrojení, zbraně se převážely zvlášť. 18. září dobrovolnický sbor překročil moravsko-slovenské hranice v západní části Nitranské stolice. Začala tzv. zářijová výprava.

## Zářijová výprava
19. září 1848 začal nástup slovenských dobrovolníků proti uherské revoluci. Ještě týž den dobrovolnické jednotky obsadily Myjavu. Na lidovém shromáždění v Myjavě Štúr vypověděl jménem Slovenské národní rady poslušnost uherské vládě a jejím úřadům a vyhlásil samostatnost (autonomii) Slovenska v rámci Uherska. Zároveň vyzýval Slováky do boje za národní a sociální práva. Hurban ve své řeči vyzval k setření hranic mezi Slovenskem a Moravou, "lebo to všetko bola za starých časov jedna spoločná vlasť zbratrených národov slovanských". V Myjavě se Slovenská národní rada usídlila v domě vdovy po evangelickém faráři Koléniové. Při pobytu v Myjavě došlo k incidentu se setninou císařského pluku, jehož velitel vyzval dobrovolníky aby opustili město. Povstalci však přepadli císařské kasárny a vojáky odzbrojili. Ukázalo se, že výprava bude muset čelit i císařským jednotkám, jejichž podřízenost na území Uherska nebyla jasná.
22. září dobrovolnické jednotky podnikly výpravu na Brezovou pod Bradlom, kde vlivem předchozího účinkování Hurbana předpokládaly největší šance na úspěch. Příznivým se jevil i fakt, že na tam žijící kopaničáry se nevztahovaly zákony o zrušení poddanství, takže nemohli vstupem do dobrovolnického vojska nic ztratit. Povstalcům se Brezovou podařilo obsadit a dobrovolníci se zde poprvé setkali v boji s uherskými občanskými gardami, jejichž útok odrazili (tzv. bitva u Brezové pod Bradlom). Do 23. září se k dobrovolníkům přidalo z okolních obcí a měst množství lidí, takže celkový počet dobrovolníků dosáhl asi 5000 mužů. Z nich však byla řádně vyzbrojena pouze tisícovka. Ostatní byli vyzbrojeni kosami, cepy a sekerami. Jednotkám dobrovolníků velel Bloudek, jeho zástupci byli Zach a Janeček.
26. září utrpěli dobrovolníci nezdar u Senice, kde povstalci nedokázali čelit palbě pravidelných jednotek a utekli. 27. září organizovali výpravu proti Staré Turé, která se odmítla podvolit Hurbanovi. Dobrovolníci v počtu asi 500 lidí byli podporovaní asi 2,5 tisíci obyvateli z okolních vesnic a kopanic. Dobrovolnické vojsko porazilo setninu pruského prince, kterou podporovalo 600-700 obyvatel Staré Turé.

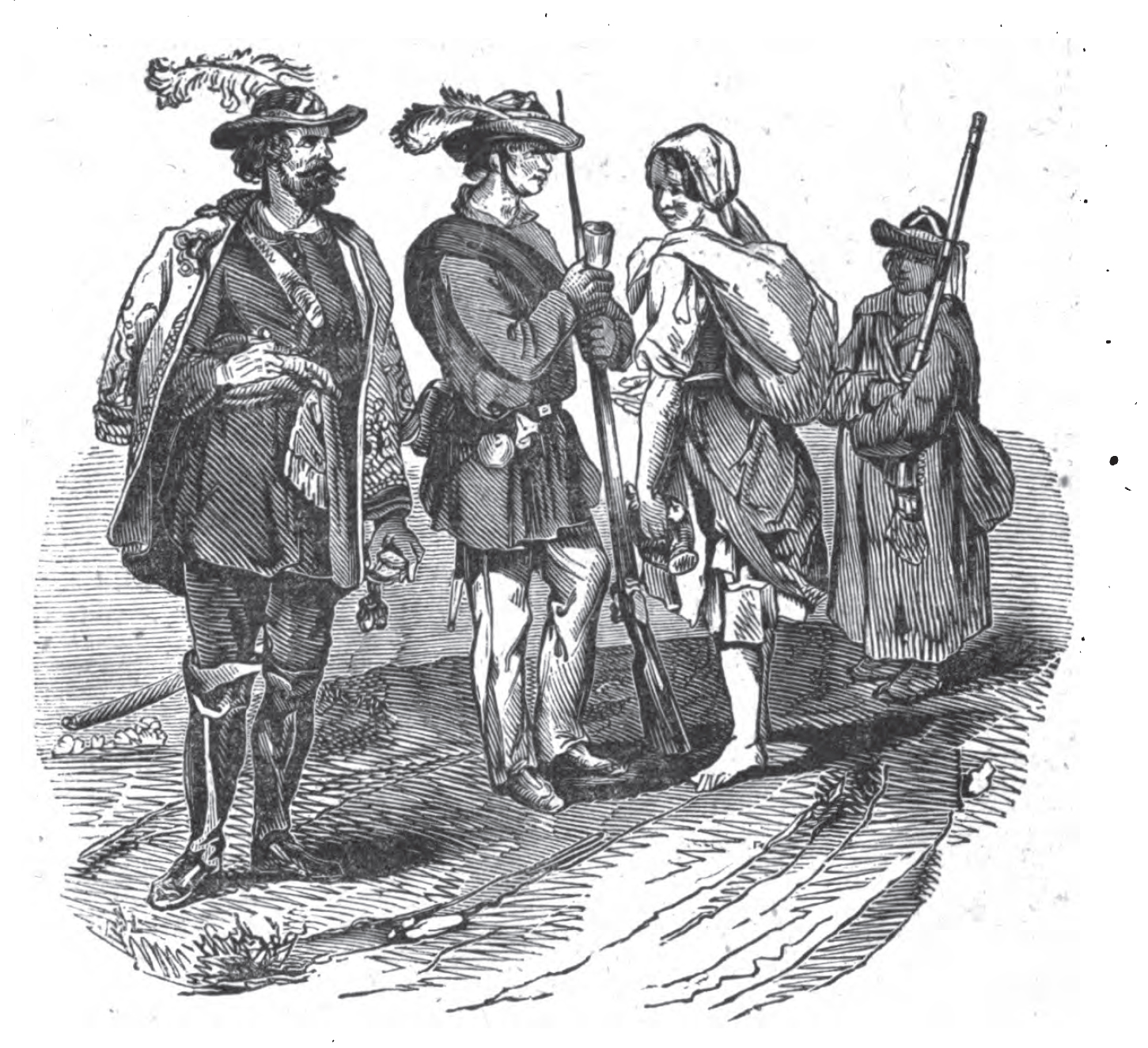
Slovenští dobrovolníci

O dva dny později 28. září se setkali povstalci s jednotkami uherské domobrany a císařských vojsk u Poriadie. Lépe vyzbrojený a připravený nepřítel přinutil povstalce ustoupit. Tento neúspěch, spolu se zprávami o císařském manifestu, který stavěl výpravu mimo zákon, nakonec způsobily, že se dobrovolnické vojsko rozpadlo. Část dobrovolníků ustoupila z Uher zpět na Moravu, kde je napadly české císařské jednotky, které většinu z nich odzbrojily. Během těchto střetů padl i poslední mrtvý celé výpravy. Uherská vláda vůdce povstání (na které byl již od května vydán zatykač) vyhlásila za vlastizrádce a 17. října je zbavila uherského státního občanství. Dopadené povstalce soudily městské soudy. Bylo vyneseno a vykonáno šest hrdelních rozsudků. Koncem října byli v Hlohovci popraveni dva studenti-povstalci Karol Holuby a Viliam Šulek.
29. září se Ján Kollár ve zvláštním prohlášení distancoval od zářijové výpravy a jejích vůdců. Po návratu z nevydařené zářijové dobrovolnické výpravy do Vídně panovaly mezi členy Slovenské národní rady rozpory. Michalu Miloslavu Hodžovi nechtěli odpustit předčasný útěk z výpravy, ozvaly se i hlasy žádající přidat se na Kossuthovu stranu. Poměrem hlasů 5:3 se nakonec rozhodli pokračovat v boji po boku císaře - (Hlasování: Štúr, Hurban, Bórik, Bloudek, Zach vs. Hodža, Nosák, Janeček). Když se vídeňské revoluční masy dozvěděly, že slovenská výprava se děla s vědomím "Kamarilly" Josipa Jelačiče a Theodora Latoura, zavládla ve Vídni protislovanská nálada. Vídeň se pro členy SNR stala nebezpečnou, tajné noční porady se konaly v Gerlovičově kavárně, později se uchýlili do Čapkova hostince na Landstrasse. Poté, co byli konfidenti císařské policie (prostřednictvím Ľ. Dohnányho) upozorněni na možný útok vídeňských revolucionářů, se slovenští představitelé 7. října přesunuli do Prahy.
7. října 1848 uveřejnil Ján Horárik v časopise "Der Ungar" článek, v němž žádal uherskou vládu splnit požadavky všech národností Uherska. Vyzval národnosti, aby podpořily boj Uherska za svobodu a nenaletěly politice císařského dvora zaměřené na přesvědčování, že jejich hlavním nepřítelem jsou Maďaři. 18. října 1848 v Praze vydal Jozef Miloslav Hurban výzvu k národu s názvem Čo kazí Slovákov.

## Zimní (prosincová) výprava
Po porážce Jelačiče u Pákozdy 29. září se upevnily císařské síly a v prosinci 1848 císařská vojska v počtu 140 000 vojáků podnikla koncentrovaný útok na uherské revoluční vojsko. Znovu byly zformovány i oddíly slovenských dobrovolníků. Organizátoři výpravy Hurban, Štúr, Borik, Bloudek, Zach a Hodža navázali na císařský patent ze dne 7. listopadu 1848, který sliboval všem národům říše rovnoprávnost, osvobození rolnictva a konstituční práva a svobody. Povolení vydané ministerstvem války 14. listopadu umožnilo vytvoření dvou sborů. Zatímco během zářijové výpravy se udržovalo zdání, že slovenští dobrovolníci nebojují ve službách císařského dvora, tentokrát byly přímo včleněni do císařského vojska formou samostatných setnin (rot). Zpočátku bylo v hlavním sboru asi 400 dobrovolníků, na jejich ochranu bylo vyčleněno 600 císařských vojáků z českobudějovického pluku. Jednotce velel pplk. Frischeisen, dobrovolníkům velel Bloudek. Jednotka si po obsazení Čadce a Kysuckého Nového Mesta netroufala toto území udržet a vrátila se na Moravu. Po příchodu posil a převzetí velení gen. Götzem se znovu vypravili po stejné trase: Čadca, Kysucké Nové Město, Budatín, Žilina. Obyvatelstvo se k nim chovalo chladně až nepřátelsky, pokusy naverbovat další dobrovolníky byly neúspěšné. Mezi Vánocemi a novým rokem vinou dezerce klesl počet dobrovolníků na 183 mužů.
V lednu až dubnu 1849 působil sbor jako pořádková síla.. Dobrovolníci odstraňovali košútovské úřady a na úřední místa dosazovali Slováky. Zakládali místní národní rady a vyvíjely národněbuditelskou práci. 2. ledna sbor dobyl Žilinu. Na velkém národním shromáždění 4. ledna vystoupili s projevy Ľudovít Štúr a Jozef Miloslav Hurban. V Turčianské stolici bylo přivítání nadšené, dařilo se i verbování. Naopak na Oravě bylo přijetí chladné, v Ružomberku také. V Liptovském Mikuláši, kde byl řečníkem Janko Kráľ, se podařilo naverbovat až čtyři setniny nováčků (jednotka pod vedením Kráľe byla o několik dní císařským komisařem rozpuštěna, neboť Kráľ chtěl bojovat více za sociální, než národní požadavky). V Banské Bystrici Štúr naverboval osm dobrovolníků, Zvolenu se vyhnul. Hurban v Brezně nepochodil, zato v Tisovci byl přijat srdečně. Hlavní část sboru pod Bloudkovým vedením postupovala z Liptova na Šariš a nakonec v polovině února 1849 dosáhla Košice.
Druhá část sboru se pod Bórikovým vedením měla přesunout přes Gemer. V Gemerské stolici a v Muráni se obyvatelstvo k dobrovolníkům a císařským vojákům chovalo nepřátelsky, vojáci odpověděli násilným rekvírováním. Podžupan stolice se rozhodl mobilizovat místní občanské gardy. Občanské gardy z Revúce, Jelšavy, Ratkové, Kameňan a Plešivce o síle 450 mužů, většinou evangelíků, 26. února 1849 zaútočily na 400 slovenských dobrovolníků u Muráně a způsobily jim ztráty 16 mrtvých, 38 raněných, 60 zajatých a 180 ukořistěných zbraní, s vlastními ztrátami pouze jednoho raněného. Podle Daniela Rapanta dobrovolníky zmátla skutečnost, že gardy mluvily slovensky a dobrovolníci je pokládali za spolubojovníky, jakož i to, že místní obyvatelstvo na ně střílelo z půd a oken. Po tomto neúspěchu Borik oddíl spojil s hlavními silami.
Po muráňské porážce byl 1. sbor přeorganizován. V tomto období dosahoval sílu 15 setnin po 120-160 mužích. Setninám veleli poručíci, praporům (4 setniny) setníci, kteří podléhali Bloudkovi. Tento sbor operoval na východním Slovensku v okolí Levoče, Košic a Prešova. Štúr navštívil Košice 24. února, když se tam setkal s Jonášem Záborským. Bloudek na čele asi 800 dobrovolníků dobyl Košice začátkem března. Štúr, Hurban a Hodža se v okolí Košic snažili verbovat nové dobrovolníky. Tzv. zimní výprava slovenského dobrovolnického sboru trvala od prosince do února až dubna, kdy se jednotky kvůli rozporům ve velení mezi Bloudkem a slovenskými důstojníky (Bórikovci, Kučera aj.), rozvrácené a zdemoralizované rozprchly. Bloudek postupně propustil většinu dobrovolníků a ustupoval zpět na Moravu. 29. dubna 1849 se zbytek sboru přesunul do Jablunkova na Moravě, kde se Bloudek vzdal velení. Zbytku, asi stovce organizovaných dobrovolníků, velel Kučera.
Druhý samostatný sbor pronikl do Horních Uher v oblasti Myjavy. Velel mu Bernard Janeček, národní agitaci vedl Hodža. Celý sbor spadal pod velení gen. Šimuniče. Operoval na jihozápadě a jihu Slovenska. Původní plán proniknout přes Trenčianskou stolici a Ponitří do báňských měst se nepodařilo zrealizovat. V lednu a březnu 1849 se sbor věnoval výcviku a pořádkové službě v oblasti Trnavy, Senice a Leopoldova. Sbor se později účastnil obléhání Komárna. Gen. Šimunič však omezoval nábor dobrovolníků i agitační činnost, takže počet dobrovolníků nepřesáhl 1000 mužů. Začátkem března se proto Janeček vzdal velení, jeho funkci převzal Ján Francisci. Sbor se následně 26. dubna spolu s císařskými jednotkami stáhl z komárenské pevnosti nejprve do Prešpurku, při dalším přesunu 10. května z Prešpurku do Skalice větší část dobrovolníků utekla. Dobrovolnická jednotka byla ve Skalici spojena se zbytkem bývalého Bloudkova sboru. Dohromady měla 16. května 1849 asi 600 mužů. Slovenští představitelé v té době žádali vládu ve Vídni o vytvoření slovenské domobrany o síle asi 20 000 mužů.

## Letní výprava

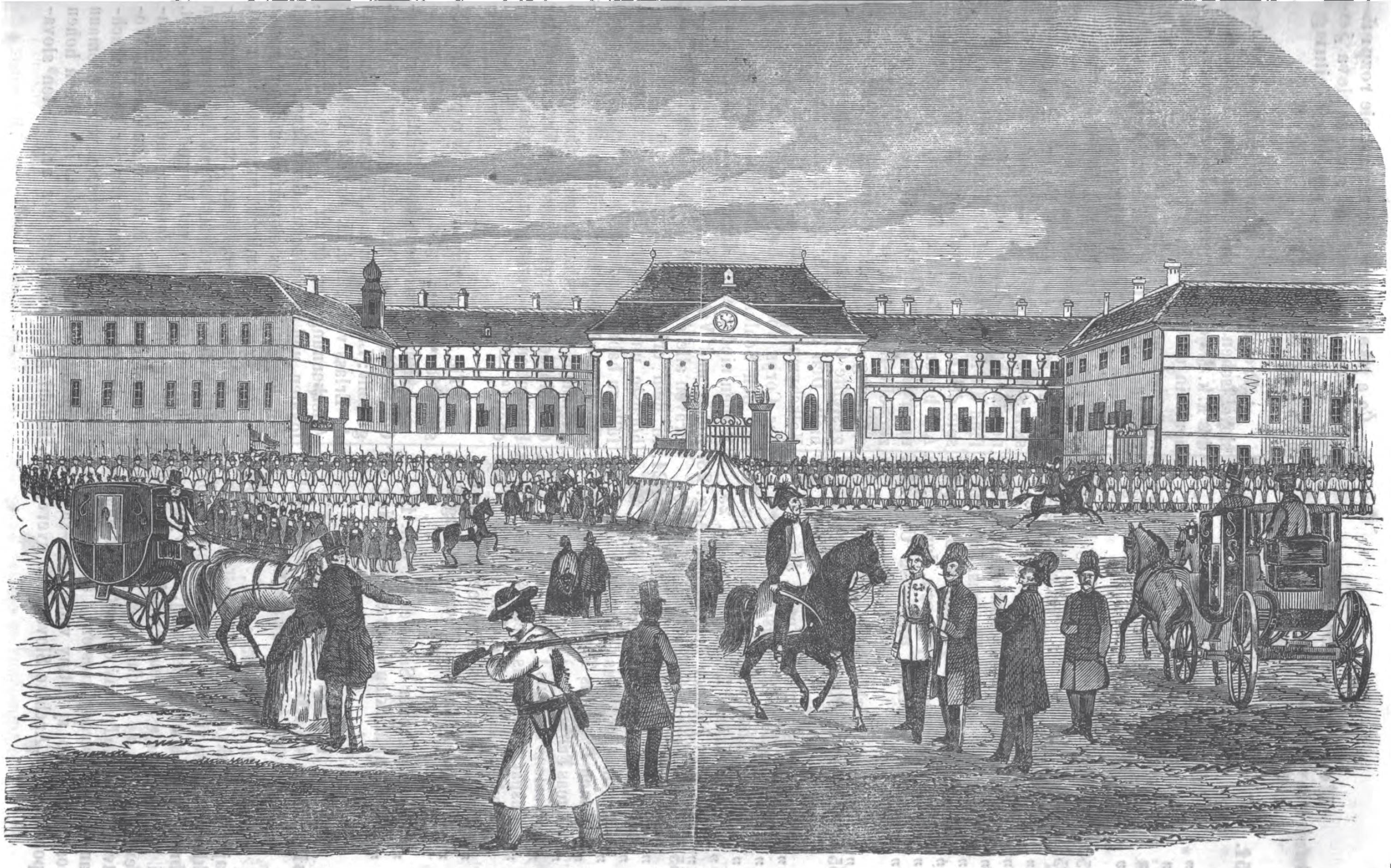
Rozpuštění slovenských dobrovolníků

Velením dobrovolnické jednotky ve Skalici byl pověřen Slovákům nakloněný polský důstojník v rakouských službách major Henrik Lewartowski. Jednotka měla vlastní zástavu s rakouským státním znakem a stužkami ve slovenských barvách. Koncem června se jednotka přesouvala do Zadunají na pomoc rakouským jednotkám. 29. června v Rači za přítomnosti Štúra, Hurbana a Hodži složila vojenskou přísahu. Začátkem srpna se začala přesouvat na střední Slovensko s cílem obsadit důlní města. Při postupu se k ní přidalo asi 300 organizovaných dobrovolníků z Liptova. 24. srpna se jim podařilo obsadit Kremnici a do konce měsíce i ostatní středoslovenská důlní města. V první polovině září pak sbor vytlačil maďarské gardy z Gemerské stolice. V tomto období měl sbor asi 1200 mužů. Po obsazení Gemeru se přidalo asi 2500 dalších.
Mezitím došlo 13. srpna k porážce uherské revoluční armády v bitvě u Világoše. 20. října František Josef I. na návrh ministerské rady a ministerstva války podepsal příkaz o rozpuštění slovenského dobrovolnického sboru. Sbor se proto začal postupně přesouvat do Prešpurku, kam dorazil 10. listopadu. 21. listopadu 1849 bylo v Prešpurku slovenské dobrovolnické vojsko oficiálně rozpuštěno. Vídeňská vláda sliby dané slovenským představitelům ovšem nikdy nesplnila.